# Minúsculo 1
Minúsculo 1 (numeração de Gregory-Aland), δ 254 (von Soden), é um manuscrito minúsculo grego do Novo Testamento, datado pela paleografia para o século XII.
Actualmente acha-se no Universidade de Basileia (A. N. IV, 2) em Basileia.

## Descoberta
Contém 297 fólios dos Novo Testamento (18,5 x 11,5 cm), com exceção de Apocalipse e foi escrito em uma coluna por página, em 38 linhas por página.
Ele contém κεφαλαια, τιτλοι, as seções amonianas e os Cânones eusebianos].

## Texto
O texto grego desse códice é um representante do Texto-tipo Bizantino. Aland colocou-o na Categoria V.